# Selenops curazao
Selenops curazao là một loài nhện trong họ Selenopidae.
Het dier có ở Curaçao và Bonaire.
Loài này thuộc chi Selenops. Selenops curazao được G. G. Alayón miêu tả năm 2001.